# Jenny Duncalf
Jennifer „Jenny“ Duncalf (* 10. November 1982 in Haarlem, Niederlande) ist eine ehemalige englische Squashspielerin.

## Karriere
Im Jahr 1999 gab Jenny Duncalf ihr Tourdebüt und erreichte ihrer Karriere mit Rang zwei im September 2009 ihre höchste Platzierung in der Weltrangliste. Zu ihren größten Erfolgen zählen der Finaleinzug bei der Weltmeisterschaft 2011, dem eine Niederlage gegen Nicol David folgte, sowie der Weltmeistertitel 2006 mit der englischen Nationalmannschaft. Mit dieser gewann sie außerdem elf Titel bei Europameisterschaften. Auch im Einzel wurde sie 2006, 2007 und 2010 insgesamt dreimal Europameister. Auf der PSA World Tour gewann sie elf Titel, darunter die Qatar Classic. Bei den Commonwealth Games 2010 gewann sie jeweils eine Silbermedaille im Einzel sowie im Doppel mit Laura Massaro. In den Jahren 2007 und 2009 wurde sie britische Meisterin. Im Mai 2019 beendete sie bei den British Open ihre Karriere.

## Erfolge
- Vizeweltmeister: 2011
- Weltmeister mit der Mannschaft:  2006
- Vizeweltmeister im Doppel: 2017 (mit Alison Waters)
- Europameister: 3 Titel (2006, 2007, 2010)
- Europameister mit der Mannschaft: 10 Titel (2004–2009, 2011–2013, 2015)
- Gewonnene PSA-Titel: 11
- Commonwealth Games: 3 × Silber (Einzel und Doppel 2010, Doppel 2014)
- Britischer Meister: 2007, 2009